# Карансебеш
Карансебеш (на румънски: Caransebeş; на немски: Karansebesch; на унгарски: Karánsebes) е град в Румъния. Намира се в западната част на страната, в историческата област Банат. Карансебеш е вторият по важност град в окръг Караш-Северин.
Според последното преброяване на населението, направено през 2002 г., Карансебеш има 28 301 жители.
В Карансебеш се намира центърът на западнорумънската епархия на Румънската православна църква, поради което градът е важно духовно средище в западна Румъния.

## Природни особености
Град Карансебеш се намира в крайния източен дял на историческата област Банат, на около 110 км югоизточно от Тимишоара.
Карансебеш се намира в крайния източен планински дял на историческата област Банат. Градът се намира в долината в горното течение на река Тимиш, на мястото, където река Себеш се влива в тази река. Наблизо се издигат високи планини от Карпатската система, най-близка до града е планината Царку.

## Население
Румънците представляват мнозинството (92 %) от населението в града, а от малцинствата са представени украинци, немци, унгарци и цигани. До средата на 20 век в града има много евреи и немци.

## Галерия
- Синагога
- Стара картичка от града

## Топографски карти
- Лист от карта L-34-XXIII. Мащаб: 1 : 200 000. Издание 1978 г.